# Saint-Geniez-d'Olt
Saint-Geniez-d'Olt (okcitansko Sent Ginièis d'Òlt) je naselje in občina v južnem francoskem departmaju Aveyron regije Jug-Pireneji. Leta 2011 je naselje imelo 2.013 prebivalcev.

## Geografija
Kraj leži v pokrajini Rouergue ob reki Lot, 46 km severovzhodno od središča departmaja Rodeza.

## Uprava
Saint-Geniez-d'Olt je sedež istoimenskega kantona, v katerega so poleg njegove vključene še občine Aurelle-Verlac, Pierrefiche, Pomayrols, Prades-d'Aubrac in Sainte-Eulalie-d'Olt s 3.367 prebivalci.
Kanton Saint-Geniez-d'Olt je sestavni del okrožja Rodez.